# マスカラ (SixTONESの曲)
「マスカラ」は、SixTONESの楽曲。同グループの5枚目のシングルとして、Sony Music Labelsから2021年8月11日に発売された。

## リリース
表題曲「マスカラ」は、King Gnu/millennium paradeの常田大希による楽曲提供で、SixTONES側からのオファーにより決定した。
初回盤B・通常盤に収録のカップリング曲「フィギュア」はボカロPであり、自身も歌手のコンポーザー・くじら（クレジットは「Whale Don't Sleep」名義）が作詞・作曲を務めている。MVは全編アニメーションMVになっており、アニメーションは「うやむや」から引き続きえむめろが担当、イラストレーションはリトルサンダーが担当した。
通常盤には4thシングル表題曲をピアノとストリングスのみでリアレンジした「僕が僕じゃないみたいだ (Dramatic Rearrange)」が収録されている。同曲は、後述の『PLAYLIST -SixTONES YouTube Limited Performance-』にて生演奏で披露された。

### プロモーション
ライブツアー『on eST』の横浜・6月7日昼公演で本作のリリースと「マスカラ」の詳細を発表。ツアーファイナルである新潟・6月27日公演にて、アンコール後に「マスカラ」をサプライズで初解禁・初披露した。パフォーマンスは7月30日にYouTubeでも公開された。7月3日放送の日本テレビ系『THE MUSIC DAY 2021 音楽は止まらない』にてテレビ初披露し、7月8日にMVを公開した。8月16日にはTBS系『CDTVライブ!ライブ!』でフルサイズが初披露された。
7月14日に「フィギュア」に関する情報を解禁し、同日夜にMVを公開。同曲は解禁までの間、同月9日更新のYouTubeで付属DVDに収録される映像（MV）を内容を伏せてメンバーが鑑賞、解禁前日に関係クリエイターによる一斉ツイートと、段階的に伏線が張られた。同月27日には歌割りを明示したカラオケver.のMVを公開した。
発売日周辺にはYouTubeチャンネルにて『PLAYLIST -SixTONES YouTube Limited Performance-』とし、8月9日に「マスカラ」、11日に「フィギュア」・13日に「僕が僕じゃないみたいだ (Dramatic Rearrange)」の撮り下ろしパフォーマンスを公開。
2021年12月31日放送の『第72回NHK紅白歌合戦』で歌唱された。

### 特典
- 先着特典 - A5サイズクリアファイル（対象店舗別の全4種）[21]

## 収録内容

### CD

#### 初回盤A
1. マスカラ [3:29]
作詞・作曲・編曲：Daiki Tsuneta[22]
2. Make Up [3:12]
作詞：John H.、作曲：Grant Boutin / Patrick“j.Que”Smith（英語版） / Shelby Kemper / Xansei、編曲：Grant Boutin / Xansei
3. マスカラ -Instrumental- [3:28]

#### 初回盤B
1. マスカラ
2. フィギュア [3:39]
  - 作詞：Whale Don't Sleep / Page Grace、作曲：Whale Don't Sleep、編曲：Whale Don't Sleep / Naoki Itai
3. フィギュア -Instrumental- [3:38]

#### 通常盤
1. マスカラ
2. フィギュア
3. Lost City [3:46]
作詞：Page Grace、作曲：TOMOKO IDA / Chris Meyer、編曲：TOMOKO IDA
4. 僕が僕じゃないみたいだ (Dramatic Rearrange) [4:30]
作詞・作曲・編曲：佐伯youthK

### DVD

#### 初回盤A
1. マスカラ -Music Video-
2. マスカラ -Music Video Making-
3. マスカラ -Music Video Solo Movie-

#### 初回盤B
1. フィギュア -Music Video-

## チャート成績
Billboard JAPANでは集計初日から3日で43.3万枚を記録。発売初週には50.4万枚を記録し、1stシングル『Imitation Rain/D.D.』、2ndシングル『NAVIGATOR』に次ぐ初動で「Top Singles Sales」にて首位を獲得した。「JAPAN HOT 100」においては、CDセールス、ルックアップ、Twitterの3指標で1位を獲得したほか、ラジオ指標2位、動画再生4位にランクインし、総合首位を獲得した。
オリコン集計でも、前作『僕が僕じゃないみたいだ』を上回る初週49.6万枚を記録し、2021年8月23日付の「オリコン週間シングルランキング」にて1位を獲得。2ndシングルから4作連続・通算4作目で首位を獲得した。また、男性アーティストとしては2019年9月9日付のKing & Prince以来1年11か月ぶりの4作連続・初週売上30万枚突破で、史上10組目の記録となった。